# 144. pehotni polk (Italija)
144. pehotni polk Taranto (izvirno italijansko 144º Reggimento fanteria) je bil pehotni polk Kraljeve italijanske kopenske vojske.

## Zgodovina
Med prvo svetovno vojno je bil polk nastanjen na soški fronti.